# Crepidium finetii
Crepidium finetii är en orkidéart som först beskrevs av François Gagnepain, och fick sitt nu gällande namn av Sing Chi Chen och Jeffrey James Wood. Crepidium finetii ingår i släktet Crepidium, och familjen orkidéer. Inga underarter finns listade i Catalogue of Life.